# 秋葉原UDX

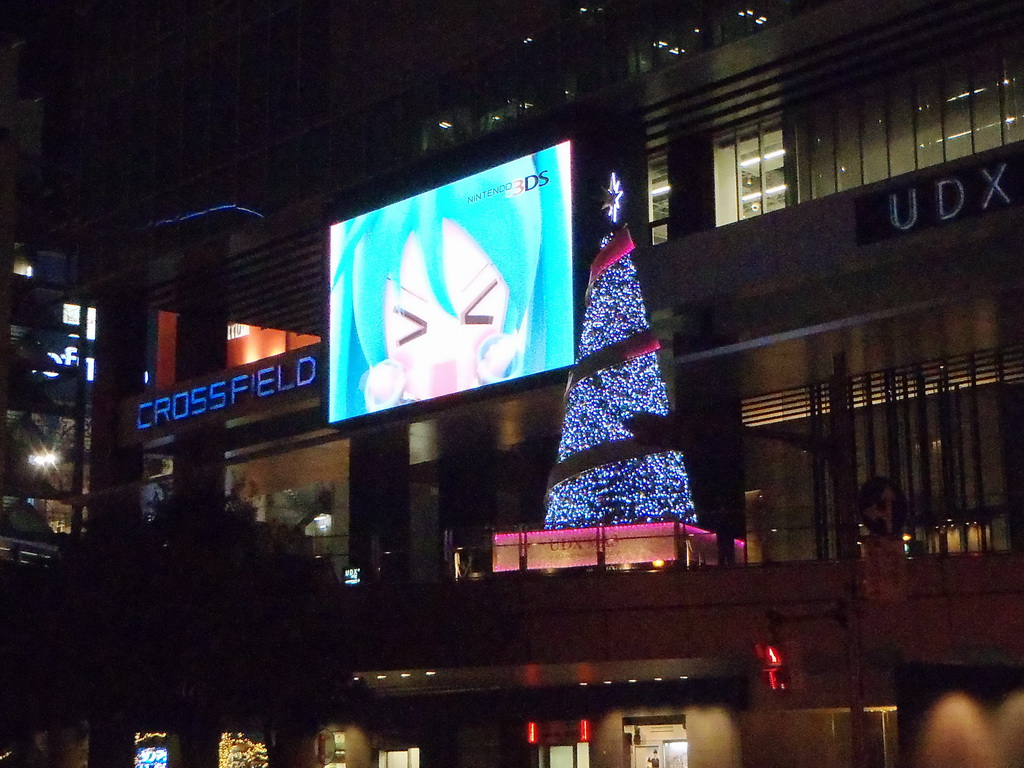
UDXビジョン（2013年12月）

秋葉原UDX（あきはばらユーディーエックス、Akihabara Urban Development X）は、東京都千代田区外神田（秋葉原）の秋葉原クロスフィールド内にある高層ビル。2007年度グッドデザイン賞受賞。

## 概要
秋葉原クロスフィールドの中核施設として、2006年3月に開業した高層ビルである。東日本旅客鉄道（JR東日本）秋葉原駅とは西側交通広場と神田明神通り（特別区道千第698号）を挟んで北西側に隣接しており、歩行者デッキ（アキバ・ブリッジ）によってJR秋葉原駅電気街口および秋葉原ダイビルと連絡している。また、交通広場に面したビル南側正面には540インチ（高さ6.91 m・幅11.90 m）のフルハイビジョン対応大型ビジョン「秋葉原UDXビジョン」が設置されている。
建築物としては東西44.9 m、南北137.1 m、基準階貸室面積は最大4,808.46 m²（1,454.56坪）、延床面積は161,482 m²と、東京都内でも有数のオフィスフロアを構成する。
また、建物を除いた敷地は公開空地として一般に開放されており、週末などにはフリーマーケットが開催されていた。

## 建物概要
- 所在地 - 東京都千代田区外神田四丁目14番1号
- 構造規模 - 鉄骨造（一部CFT造）
- 階数 - 地上22階、塔屋1階、地下3階
- 建物高さ - 最高部107 m、軒高99.72 m
- 敷地面積 - 11,547 m²
- 建築面積 - 8,559 m²
- 延床面積 - 161,482.72 m²（48,848.52坪）
- 建築主 - ユーディーエックス特定目的会社（NTT都市開発、鹿島建設）
- 設計者 - NTT都市開発、鹿島建設、NTTファシリティーズ、日総建
- 施工者 - 鹿島建設
- 着工 - 2003年8月1日
- 竣工 - 2006年1月
- グランドオープン - 2006年3月9日

柱にコンクリート充填鋼管柱（CFT構造）、梁に鉄骨造を採用し、靭性と耐力を有した構造となっている。
また、地震の揺れを低減するハニカムダンパー（合計600台）を設置したパッシブ型制震システムを採用するほか、リアルタイム防災システムを導入しており、地震発生時には建物内に6台設置した地震計のデータを解析して建物や設備の危険度を判定し、防災センターのモニターに表示する。このシステムは東日本大震災で発揮され、地震発生後30分あまりで建物の安全宣言が放送されている。
空調システムでは、自然換気チャンバーによる外気導入システムや、昼間に蓄熱された熱を外気の低い夜間に排熱するナイトパージ機能を採用している。また、窓ガラスに断熱性と遮熱性が高いLow-Eガラスを採用し、東西窓面外側に垂直ルーバー（アルミカーテンウォール）を設けて直射日光を遮蔽するなど、空調負荷の低減を図っているほか、天然ガスを使用したコジェネレーションシステムや、氷蓄熱システムによる冷房利用、BEMS（ビルエネルギー管理システム）等の導入により省エネルギーに努めた結果、CASBEE新築評価でSクラスに認定されている。

## 受賞歴
以下はNTTアーバンバリューサポートの秋葉原UDX 物件紹介サイトによる。
- 2006年
  - 4月 - サインデザイン賞（秋葉原UDX光壁アートワーク：奨励賞）
  - 10月 - グッドデザイン賞（アキバブリッジ：建築・環境デザイン部門入選）
  - 10月 - CSデザイン賞（秋葉原UDX光壁アートワーク：実験部門銀賞）
- 2007年
  - 10月 - グッドデザイン賞（秋葉原UDX：建築・環境デザイン部門入選）
  - 12月 - サインデザイン賞（経済産業大臣賞）

## フロア構成
- B1 - B3階：駐車場（秋葉原UDXパーキング）
- 1 - 3階：防災センター、店舗（AKIBA ICHI）、警視庁 万世橋警察署秋葉原交番[13]
- 2階：アキバ・スクエア（イベントスペース）、アキバ・インフォ
- 4階：UDXギャラリー、UDXギャラリーネクスト、UDXシアター、LIFORK AKIHABARA（シェアオフィス）
- 5階：スカイロビー（オフィスエントランスフロア）
- 6階：UDXカンファレンス、UDXクリニックモール、秋葉原UDX総合管理事務所
- 7 - 22階：オフィス

2階フロアと5階オフィスエントランスフロアは直通エスカレーター（上下合計3基）で接続されている。また2階西側デッキには4階直通エスカレーターも設置されている。

## 入居企業
JR東日本秋葉原駅から徒歩2分、東京メトロ銀座線末広町駅、東京メトロ日比谷線・つくばエクスプレス秋葉原駅から徒歩3分と交通利便性が非常に高く、NTTグループや日本製鉄グループの企業を中心に多数入居している。
- 日鉄建材
- 日本カーソリューションズ
- アクセル
- エリアリンク
- コメリ（東京情報センター）
- ベース
- ホンダトレーディング
- 三菱UFJニコス
- グローリー（東京本部）
- DOWAホールディングス
  - DOWAメタルマイン
  - DOWAエコシステム
  - DOWAエレクトロニクス
  - DOWAメタルテック
  - イー・アンド・イー ソリューションズ
- f4samurai
- NTTアーバンソリューションズ
  - NTT都市開発
- 田島ルーフィング（東京事業所）
- レノボ・ジャパン
- レノボ・エンタープライズ・ソリューションズ
  - NECパーソナルコンピュータ
- 弥生
- トレジャー・ファクトリー

## AKIBA ICHI
1階から3階の飲食店を主体とした店舗群は「AKIBA ICHI」（アキバ・イチ）と称される。1階にはスーパーマーケット「福島屋」、ドコモショップ秋葉原UDX店、秋葉原UDX内郵便局、三菱UFJ銀行ATMコーナーなどがある。
店舗の詳細は公式ウェブサイト「ショップ&レストラン アキバ・イチ」を参照。

## 駐車場
UDXビルの地下には自動車800台、バイク124台が駐車可能な駐車場「秋葉原UDXパーキング」がある。基本は有料だがUDX内のテナント「アキバ・イチ」や秋葉原電気街振興会加盟店の駐車サービス券取扱店舗で買い物をすると一定時間無料となるサービスも行われている。週末には多くの痛車で賑わっている。
また、収納台数42台、24時間営業の屋内自転車駐輪場「秋葉原UDX自転車駐輪場」がUDXビル北側に設けられている。